# Adolph von Minutoli
Adolph Hermann Emil Eugen Adalbert Menu von Minutoli (* 31. Mai 1802 in Berlin; † 6. April 1848 in Meiningen) war Hofmarschall in Sachsen-Meiningen.

## Leben
Adolph war der älteste Sohn des Majors Heinrich Menu von Minutoli und von Sophie Charlotte, geb. von Woldeck. Sein Vater war Erzieher des Prinzen Carl von Preußen, des dritten Sohnes von König Friedrich Wilhelm III. von Preußen, und Leiter der ersten preußischen Expedition nach Ägypten; seine Sammlung bildet den Grundstock des Ägyptischen Museums in Berlin. Nach dem Abitur am Friedrichwerderschen Gymnasium in Berlin studierte Adolph von Minutoli in Berlin und Göttingen Jura und Verwaltungswissenschaften. 1843 wurde Adoph Hofmarschall und Theaterintendant des Herzogs Bernhard II. von Sachsen-Meiningen.
Fünf Jahre später starb er nach einem Gewehrschuss, den der Freund seines Lakaien aus dem Hinterhalt abgegeben hatte. Sie wollten seine Stiefel rauben.
Sein jüngster Bruder, Alexander von Minutoli, machte sich um die Entwicklung der Industrie in Schlesien verdient und wurde der Gründer des ersten Kunstgewerbemuseums der Welt in Liegnitz. Im „Institut Minutoli“, dem späteren „Museum Minutoli“, befanden sich 782 Objekte aus der Kunstsammlung von Adolph, u. a. antike Münzen, Millefiori, ein antiker Kopf aus parischem Marmor, Statuen und Statuetten, Objekte aus Elfenbein- und Bernstein, Majoliken, chinesisches Porzellan sowie eine Glassammlung.
Julius von Minutoli, Adolphs jüngerer Bruder, war im Jahr 1848 der zwischen dem Volk und dem König vermittelnde Berliner Polizeipräsident und 1860 der erste preußische Gesandte in Persien.